# Јамајка на Зимским олимпијским играма 2010.
Јамајци је ово било шесто учешће на Зимским олимпијским играма. Делегацију Јамајке је на Зимским олимпијским играма 2010. у Ванкуверу представљао један такмичар који је учествовао у слободном скијању.
Олимпијски тим Јамајке је остао у групи екипа које нису освојиле ниједну медаљу.
Заставу Јамајке на свечаном отварању Олимпијских игара 2010. носио је њен једини такмичар Ерол Кер.

## Слободно скијање

### Мушкарци
| Такмичар | Дисциплина | Квалификације | Квалификације | Осм. фин.  | ЧФ      | ПФ               | Финале           | Финале           | Финале           |
| Такмичар | Дисциплина | Време         | Ранг          | Ранг       | Ранг    | Ранг             | Б фин.           | Финале           | Пласман          |
| -------- | ---------- | ------------- | ------------- | ---------- | ------- | ---------------- | ---------------- | ---------------- | ---------------- |
| Ерол Кер | Ски крос   | 1:13,71       | 9 КВ          | 1 гр. 2 КВ | 2 гр. 3 | Није се пласирао | Није се пласирао | Није се пласирао | Није се пласирао |